# Nederlands kampioenschap schaken 2016
Het Nederlands kampioenschap schaken 2016 werd (samen met het Nederlands kampioenschap voor vrouwen) gespeeld van 22 t/m 28 augustus 2016 in het Tropentheater in Amsterdam. Bij de heren won de 17-jarige Jorden van Foreest met 5.5 pt. uit 7 partijen.

## Eindstand
| plaats | naam               | rating | score |
| ------ | ------------------ | ------ | ----- |
| 1      | Jorden van Foreest | 2601   | 5.5   |
| 2      | Loek van Wely      | 2657   | 5     |
| 3      | Erwin l'Ami        | 2606   | 3.5   |
| 4      | Erik van den Doel  | 2575   | 3.5   |
| 5      | Dimitri Reinderman | 2584   | 3     |
| 6      | Benjamin Bok       | 2599   | 3     |
| 7      | Jan Werle          | 2567   | 2.5   |
| 8      | Sipke Ernst        | 2535   | 2     |